# Centro Suzanne Dellal de Danza y Teatro
El Centro Suzanne Dellal de Danza y Teatro (en hebreo: מרכז סוזן דלל למחול ולתיאטרון) es el mayor centro cultural del barrio de Neve Tzedek, el centro está ubicado en la ciudad de Tel Aviv, en el Estado de Israel. El centro consta de un complejo de cuatro edificios con numerosos espectáculos de teatro y danza contemporánea. El centro también organiza numerosos eventos al aire libre. En 2009, el Ministro de Cultura y Deporte de Israel, Gideon Saar, otorgó al centro el Premio de Arte de la Danza Israelí.

## Objetivo del centro
La idea del centro es mantener el contacto con el patrimonio cultural de la ciudad de Tel Aviv. A principios de los años ochenta, la actividad artística comenzó en el centro cultural "Jaron Jerushalmi" (en hebreo: ירון ירושלמי), que entonces era conocido como el Teatro Neve Tzedek (en hebreo: תיאטרון נווה צדק). Sus actividades fueron financiadas por la familia Jerushalmi, que sigue apoyando las actividades del centro. A partir de la experiencia adquirida en el Teatro Neve Tzedek, se ha creado un moderno centro.

## Historia del centro
A finales de los años ochenta, la familia Dellal de Londres, por iniciativa de su hijo Zeev Sokołowski, se interesó por la idea de crear un moderno centro de teatro y danza en Tel Aviv. Un representante de la fundación de la familia Dellal, el entonces alcalde de Tel Aviv, Shlomo Lahat, hizo posible iniciar las obras de renovación de los edificios abandonados de las escuelas Aliance y Yechieli en la finca Neve Tzedek. Esto permitió la apertura del Centro de Danza y Teatro Suzanne Dellal en 1989. Otros patrocinadores fueron el Municipio de Tel Aviv y el Ministerio de Cultura israelí.

## Actividades del centro
El centro desarrolla su actividad en dos direcciones distintas pero paralelas: la primera se basa en la actividad educativa a través de la promoción de la idea del arte contemporáneo en la generación joven, y la segunda se centra en el escenario principal donde los artistas presentan sus logros. Este pensamiento dio lugar a la realización de numerosos proyectos, concentrándose en torno a los bailarines, artistas y coreógrafos del centro, apoyando su trabajo y permitiendo compartir sus obras con el público. En el centro se están llevando a cabo numerosos proyectos.